# Haylie Ecker
Haylie Ecker (Perth, 9 de octubre de 1975) es una violinista australiana. Fue hasta 2005 el primer violín del cuarteto de cuerdas británico/australiano Bond, de Perth, Australia. Ha recibido un Primer Grado de honor en clases y un postgrado en Estudios Avanzados del Colegio Guildhall de Música y Drama. Ha tocado su música alrededor del mundo como solista y de 2000 a 2005 dentro del cuarteto bond. Ella conoció a Tania Davis, la violista del grupo antes de que éste se originara.
Comenzó a estudiar Violín desde los cinco años, y obtuvo en la misma generación de la de Tania Davis una graduación con honores igual que la anterior mencionada. 
Antes de formarse el grupo en 2000 tocaba extensamente como solista. Actualmente es conductora de un programa de música clásica en Hong Kong donde reside con su familia, además ha realizado participaciones como solista en mayo y junio de 2012, lo que podría representar su regreso a la escena musical.
Se casó en diciembre de 2005 y tiene dos hijos. 